# Budhimorang
Budhimorang (nepalski: बुडी मोरङ) – gaun wikas samiti we wschodniej części Nepalu w strefie Kośi w dystrykcie Dhankuta. Według nepalskiego spisu powszechnego z 2001 roku liczył on 796 gospodarstw domowych i 3800 mieszkańców (1953 kobiet i 1847 mężczyzn).